# Aplastodiscus cavicola
Aplastodiscus cavicola är en groddjursart som först beskrevs av Cruz och Peixoto 1985.  Aplastodiscus cavicola ingår i släktet Aplastodiscus och familjen lövgrodor. IUCN kategoriserar arten globalt som nära hotad. Inga underarter finns listade i Catalogue of Life.